# Roberto Casas Alatriste
Roberto Casas Alatriste (Teziutlán, Puebla, 1892-Ciudad de México, 1967) fue un contador y profesor, uno de los personajes clave en el desarrollo económico del México contemporáneo.

## Biografía
Roberto Casas Alatriste dedicó su vida a la Contabilidad y a su difusión tanto en México como en el extranjero. 
Estudió en la Escuela Superior de Comercio donde se graduó como Contador Público Titulado en 1910, donde conoció al Dr. Alfonso Caso. A partir de esa fecha comenzó su labor docente, impartiendo clases de contabilidad y relativas. 
En 1918 fue Diputado en el Congreso de la Unión por el Distrito Federal y por el estado de Puebla. Participó también en las Comisiones de Crédito Público y Presupuesto. 
Como diplomático participó en las negociaciones México-Estados Unidos en 1922, que resultaron en el convenio Lamont – De la Huerta. En este mismo sector, se desempeñó como Agente Financiero del gobierno mexicano en Nueva York. 
De regreso en México, abrió su despacho de contadores en la Ciudad de México en 1924, compaginando este ejercicio con la docencia en diferentes instituciones.

## Labor educativa y la fundación de la EBC
Al ser uno de los primeros Contadores Públicos Titulados de México, su interés por la educación le llevó a participar en diferentes instituciones educativas. Junto con un grupo destacado de contadores, abogados e intelectuales colabora en la Escuela Bancaria del Banco de México fundada el 10 de marzo de 1929 para capacitar a los empleados del Banco. 
Posteriormente, al cierre de la misma toma parte en la fundación de la Escuela Bancaria y Comercial junto con Manuel Gómez Morin, Alejandro Prieto Llorente, Alfonso Caso, Alfredo Chavero e Híjar, Agustín Loera y Chávez, Eduardo Suárez Aránzolo, Tomás Vilchis, Miguel Palacios Macedo y otras personalidades de la época. Las clases inician el 1 de septiembre de 1932, donde se hace cargo de las materias de Inspección de Bancos e Interpretación de Estados Financieros.
A principios de la década de los treinta se incorpora al claustro docente de la Escuela de Comercio y Administración y participa en su transformación como Facultad de Contaduría y Administración de la Universidad Nacional, de la cual fue director entre 1933 y 1934. De 1944 a 1949 fue miembro del Patronato y, de 1952 a 1962 de la Junta de Gobierno de la UNAM.

## El Instituto de Contadores Públicos y la labor como contador
Casas Alatriste fue también fundador de la Asociación de Contadores Titulados de México, que años después se convertiría en el Instituto de Contadores Públicos Titulados en 1923; en dos ocasiones fue Presidente. 
Al lado de Manuel Gómez Morin participó en el Comité Liquidador de los Antiguos Bancos de Emisión en 1930. En esta época realiza la auditoría del balance general del Banco de México. 
En 1947 fue designado asesor de la delegación de México en la II Conferencia de la Unesco. En ese mismo año, trabajó como representante mexicano en la Comisión de Auditoría del Fondo Monetario Internacional. 
En el plano editorial fundó la revista Finanzas y contabilidad . Es autor de Prácticas, organización y contabilidad bancarias. Tradujo diferentes obras técnicas de contabilidad como el Manual de Contabilidad de W.A.Paton.
Participó en la Segunda Conferencia Interamericana de Contabilidad, con sede en la Ciudad de México en el año de 1951, donde fue designado “Contador Emérito de América” debido a su desempeño nacional e internacional. 